# Fabre d'Églantine
Philippe François Nazaire Fabre d'Églantine (28 de juliol de 1750 – 5 d'abril de 1794), comunament conegut com a Fabre d'Églantine va ser un actor, dramaturg, poeta i polític francès durant la Revolució francesa.

## Biografia
Nasqué a Carcassona, Aude. El seu cognom era Fabre, d'Églantine va ser afegit commemorant que havia rebut l'englantina, en francès, églantine} de part de Clémence Isaure del Consistori del Gay Saber at Tolosa. Es casà amb Mariee Strasbourg Nicole Godin el 9 de novembre de 1778. La seva primera obra va ser Étude de la nature, el 1783. Ja a París va estrenar una obra teatral sense èxit, Les Gens de lettres, o Le provincial à Paris (1787).
Tampoc la seva tragèdia, Augusta, produïda al Théâtre Français, va fracassar. Però moltes de les seves obres van ser molt populars i va ser un dels dramaturgs més importants durant la Revolució francesa. La seva obra més popular va ser: Philinte, ou La suite du Misanthrope (1790), com una continuació del Le Misanthrope de Molière.

## Activitat política
Fabre va ser president i secretari del grup dels Cordeliers, i també va ser del club jacobí. Georges Danton va escollir Fabre com el seu secretari privat i va seure a la Convenció Nacional en 1792-1794. D'Églantine votà a favor de la mort del rei Louis XVI i va ser un gran enemic dels Girondins.
Rere la mort de Jean-Paul Marat (13 de juliol de 1793), Fabre publicà Portrait de l'Ami du Peuple. Sobre l'abolició del calendari gregorià, va estar en el comitè encarregat de fer el calendari francès revolucionari. El calendari va ser dissenyat per l'agrònom i polític Gilbert Romme, malgrat que normalment s'atribueix l'autoria a Fabre d'Eglantine, qui, però, es va inventar els noms dels mesos.

## Execució i llegat
A la matinada del dia 14 de novembre de 1793, el Montagnard François Chabot el va acusar de conrarevolucionari i conspirador. El 1794, Robespierre va denunciar Fabre per "criminalitat disfressada de patriotisme". Seons la llegenda quan Fabre havia de ser guillotinat va cantar una cançó popular:

Il pleut, il pleut, bergère,

rentre tes blancs moutons.

Fabre morí a la guillotina el 5 d'abril de 1794 junt amb d'altres dantonistes.
El 17 de setembre de 1794 es va representr una obra teatral pòsthuma seva, Les Précepteurs, fent servir temes de Jean-Jacques Rousseau com Emile o l'Educació. Altres obres seves son Convalescent de qualité (1791), i L'Intrigue épistolaire (1791). La seva, Œuvres mêlées et posthumes es van publicar el 1802.